# Eurosta comma
Eurosta comma är en tvåvingeart som först beskrevs av Christian Rudolph Wilhelm Wiedemann 1830.  Eurosta comma ingår i släktet Eurosta och familjen borrflugor. Inga underarter finns listade i Catalogue of Life.